# Frank Wagner (Verleger)
Frank Joachim Wagner (* 23. April 1929 in Hamburg; † 14. Mai 1997 in Wesselburen) war ein deutscher Buchhändler, Verleger und Autor.

## Leben und Wirken
Frank Wagner war ein Sohn von Richard Wagner und dessen Ehefrau Olga, geborene Bernhardt. Der Vater arbeitete zunächst als kaufmännischer Angestellter und später als Prokurist für Hagenbecks Tierpark. Die Mutter arbeitete bis zur ersten Schwangerschaft in einem kaufmännischen Beruf. Die Familie lebte am Klosterstieg in Harvestehude. Frank Wagner besuchte eine Volksschule und von 1940 bis 1948 das Wilhelm-Gymnasium. Während des Zweiten Weltkriegs lebte er mit seiner Klasse 1944 im Rahmen der Kinderlandverschickung im Jagdschloss Fahrenbühl. Gegen Kriegsende musste er ab März 1945 Kriegsdienst leisten.
Von 1948 bis 1951 absolvierte er eine Ausbildung zum Buchhändler. Zwei Lehrjahre verbrachte in der Sortimentsbuchhandlung von Otto Meißner, ein weiteres in der Verlagsbuchhandlung des Falk-Verlags, der Landkarten verlegte. Begleitend hierzu besuchte er Abendkurse der Journalistenschule von Ruth Stuhlmann. Bei Abschluss der Berufsausbildung erhielt er das Prädikat „mit Lob“. 1953 machte sich Wagner mit einer Verlagsbuchhandlung selbstständig. Außerdem arbeitete er als Verlagsvertreter, Journalist und für die Werbungabteilung des Falk-Verlags. Außerdem bot er „Wanderführungen für Jedermann“ an, bei denen er Informationen zur Historie von Heimat und Kunst vermittelte. 1959 heiratete er Erika Hahn. Da es ihm nicht möglich war, eine Buchhandlung in der Hamburger Innenstadt zu kaufen oder zu gründen, zog Wagner 1961 mit seiner Frau nach Wesselburen. Hier übernahm er eine Buch- und Schreibwarenhandlung. Den Geschäftssitz des Verlages verlegte er nach Wesselburen.
Wagner gehörte der Wanderbewegung Norddeutschland und dem Verein geborener Hamburger an. 1989 trat er in die Patriotische Gesellschaft von 1765 ein. In der Gesellschaft engagierte er sich im Arbeitskreis Stadtentwicklung und gab die Anregung, Gedenktafeln für Johan van Valckenburgh und Elise Lensing zu schaffen. Er arbeitete ab 1961 in der Hebbel-Gesellschaft mit, deren erweitertem Vorstand er von 1970 bis 1984 angehörte. Von 1978 bis 1990 saß er im Kirchenvorstand in Wesselburen. Für das Werbeblatt des Wesselburener Verkehrsvereins schrieb er von 1968 bis 1977 mehrere Artikel. Weitere Beiträge aus den Jahren 1986 bis 1996 sind im Mitteilungsblatt des Vereins ehemaliger Mittel- und Realschüler in Wesselburen zu finden.

## Werke
Frank Wagner beschäftigte sich seit dem neunten Lebensjahr, in dem er Alt-Hamburg heute in Wort und Bild von Hans Förster gelesen hatte, mit Hamburg und Umland. Er publizierte als Autor und Verleger zahlreiche Hamburgensien und Wanderführer. 

### Als Verleger
In der Verlagsbuchhandlung Wagners erschienen Reise- und Wanderführer sowie Sachbücher. Dazu gehörten ein Buch über Windmühlen in Schleswig-Holstein von Hans-Peter Petersen, eine Abhandlung über Lauenburger Dampfschiffe und Fahrgastschiffe in und um Berlin von Heinz Trost oder eine Beschreibung des Elbbaggers „Gigant“ von Hans Hentschel. Das Verlagsprogramm umfasste außerdem niederdeutsche Literatur aus dem Wendland der Autorin Magda Hartwig-Koosmann.
Nach dem Tod Frank Wagners leitete seine Ehefrau die Verlagsbuchhandlung. Zum 1. Januar 2003 übernahm die Verlagsgruppe Husum von ihr das Unternehmen.

### Als Autor
- Führer durch Hamburg. Dieses Werk erschien erstmals 1953 anlässlich der Internationalen Gartenausstellung und wurde 1958 zum vierten Mal aufgelegt. 1955 bis 1957 erschien es in englischer Sprache als Guide to Hamburg in drei Auflagen.
- 1958/59 gab Wagners Verlag das von ihm gemeinsam mit Alfons Lukner geschriebene Hamburger Wanderbuch heraus, das zwei Bände umfasste. In den Folgejahren enthielt es auch mehrere Wanderkarten und Wanderführer. Das Buch erschien später im C. Boysen Verlag.
- Aus dem Jahr 1973 stammt die Ursprungsfassung des Führers durch Göhrde und Wendland. Die Autoren waren Wagner und Lukner. Das Buch erschien 1994 in fünfter Auflage als Freizeitführer durch Göhrde und Wendland mit Salzwedel und Arendsee.
- 1991 gab Wagner den Freizeitführer Lüneburg-Uelzen. Zu Fuß und per Rad die Heide erleben heraus. Die darin enthaltenen Touren hatte Wagner zuvor selbst zurückgelegt.
- 1964 und 1970 schrieb Wagner zwei Bücher zur Personenschifffahrt auf der Elbe, in dem er Nieder- und Oberelbe behandelte. Wagner recherchierte hierfür die Texte und versah die Werke mit zahlreichen Bildern.
- Der Band Ländliches Hamburg von 1967 enthielt Federzeichnungen von Alfred Grobe. Grobe widmete es „dem ländlichen Hamburg der Gegenwart“.
- Aus dem Jahr 1981 stammt das Buch Bilder aus dem Wendland, wiederum illustriert von Grobe.
- 1985 schrieb Wagner über Hamburg. Gestern noch Gegenwart. Heute schon Vergangenheit. Er behandelte darin historisch bedeutende Bauwerke, die nach dem Zweiten Weltkrieg abgerissen worden waren oder deren Abriss drohte. In das Buch arbeitete er historische Fotografien ein, die er zumeist selbst gemacht hatte. Außerdem behandelte er darin historische Verkehrsmittel wie Alsterdampfer, Dampflokomotiven, Raddampfer oder Straßenbahnen.
- In seinem Buch Wesselburen – Streifzüge durch eine tausendjährige Geschichte mit einem Kapitel 150 Jahre Marschsparkasse Wesselburen von 1988 befasste sich der Autor mit seiner Wahlheimat.
- In Das schwarze Lager berichtete Wagner über die Zeit der Kinderlandverschickung. Das Werk blieb ebenso unveröffentlicht wie das Fragment Blei, Stein und Gummituch. Hamburgs Druckgewerbe von den Anfängen bis 1990. Ein geschichtlicher Überblick.